# British Council
British Council, v překladu Britská rada, je organizace zřízená ministerstvem zahraničních věcí Spojeného království k propagaci britské kultury a šíření angličtiny ve světě. British Council zřizuje instituty v různých zemích světa, kde se pak pořádají kurzy angličtiny a různé kulturní akce. Působí ve více než 100 zemích světa. Založena byla roku 1934 pod názvem British Committee for Relations with Other Countries. V roce 1938 otevřela první čtyři zahraniční pobočky, v Bukurešti, Varšavě, Káhiře a Lisabonu. V Československu začala působit roku 1946. V Česku má v současnosti dvě pobočky, v Praze (Bredovský dvůr, vchod z ulice Politických vězňů) a Brně (Solniční ulice). Je členem sdružení evropských národních kulturních institutů EUNIC. Ředitel British Council v Athénách Kenneth Whitty byl roku 1984 zavražděn palestinskými teroristy. Násilné útoky na kanceláře organizace se odehrály i v Kábulu roku 2011 a Tripolisu roku 2013. Ruská federace si roku 2007 vynutila uzavření pobočky British Council v Moskvě. Je řazena k organizacím tzv. kulturní diplomacie a jako taková má své protějšky v mnoha zemích světa (Institut français, Goethe-Institut, Instituto Cervantes, Česká centra ad.) Spolu s několika těmito instituty získala British Council roku 2005 Cenu prince asturského v oblasti komunikace a humanitních věd.
V roce 2025 byla Britská rada v Rusku prohlášena za nežádoucí organizaci.